# Taboh
Taboh (ou Tabo, Tawo) est une localité du Cameroun située dans la Région du Sud-Ouest et le département de la Manyu. Elle est rattachée administrativement à la commune d'Eyumodjock et au canton de Kembong.

## Population
La localité comptait 132 habitants en 1953, puis 159 en 1967, principalement Ejagham.
Lors du recensement de 2005 on y a dénombré 296 personnes.